# Batalla del río Irpín
La batalla del río Irpín ocurrió a principios de la década de 1320 entre los ejércitos de Gediminas, Gran Duque de Lituania, y el príncipe (kniaz) Stanislav de Kiev, aliado con Oleg de Pereiáslav y Román de Briansk. En el pequeño río Irpín, 23 kilómetros al sudoeste de Kiev, Gediminas derrotó rotundamente a Stanislav y sus aliados. Luego sitió y conquistó Kiev mandando a Stanislav, el último descendiente de la Dinastía Rúrika que gobernó Kiev, al exilio, primero en Briansk y luego a Riazán. Teodoro, hermano de Gediminas, y Algimantas, hijo de Mindaugas de la familia Olshanski, fueron instalados en Kiev. 
Como resultado de estos eventos, los gobernantes de Kiev y otros territorios que solían ser el corazón del Rus de Kiev tuvieron que aceptar el señorío de los Grandes Duques de Lituania. Sin embargo, un reporte de 1331 posiblemente muestra que Teodoro seguía pagando tributo a los mongoles. Los lituanos ganaron el control total de la ciudad solo en 1362 luego de la batalla de las Aguas Azules contra la Horda de Oro.

## Fundamento histórico

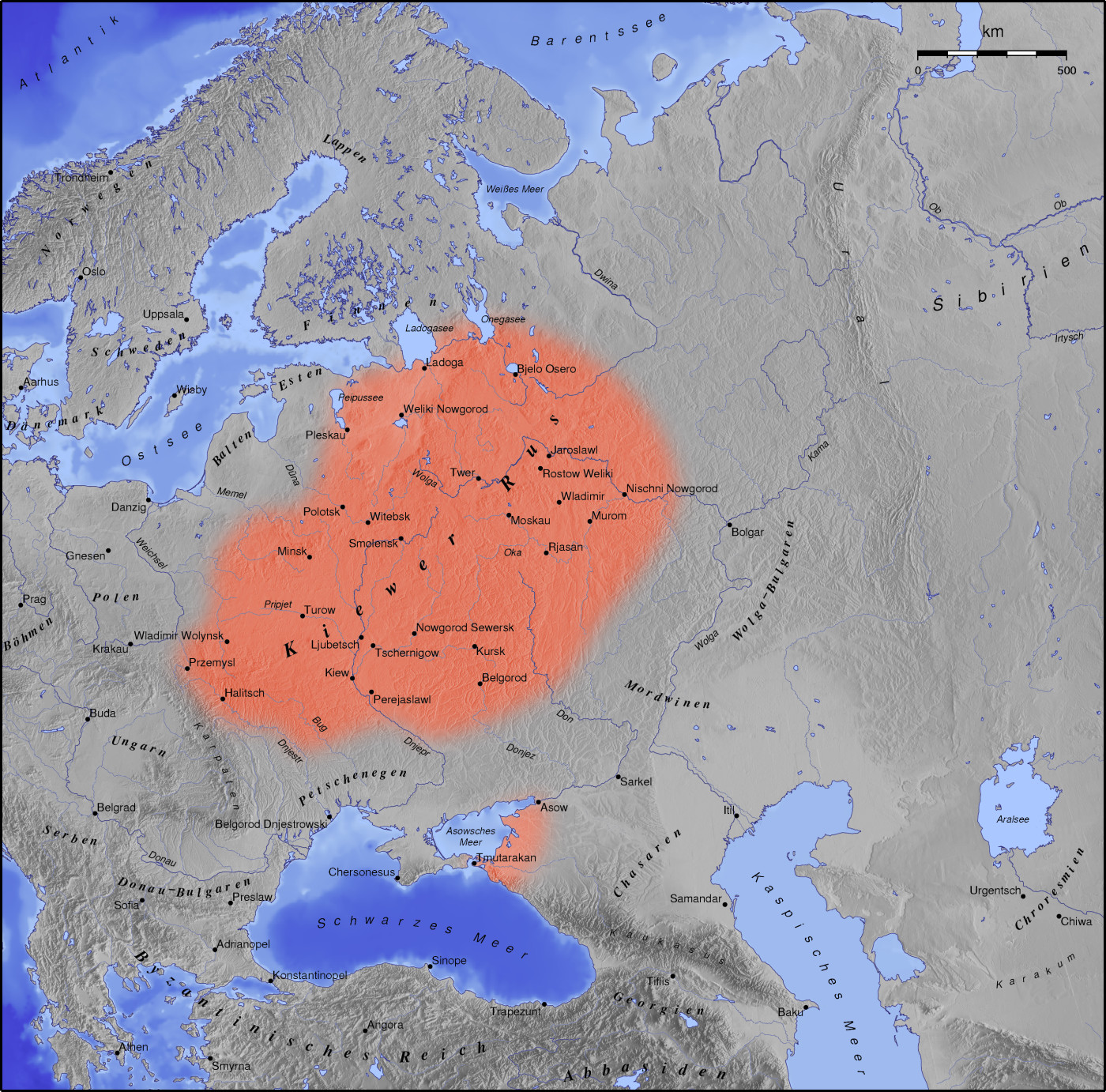
La batalla del río Irpín ocurrió a principios de la década de 1320[1] entre los ejércitos de Gediminas,

Por un tiempo los historiadores no creyeron que esta batalla hubiese tenido lugar. La información sobre ella generalmente provenía de las crónicas lituanas y ucranianas, confusas y poco fiables. Ninguna otra fuente colabora activamente con la historia, muchos de los nombres mencionados en las crónicas no aparecen en ningún otro lugar, y los detalles del acontecimiento son tomados de campañas anteriores y posteriores. Sin embargo, un análisis más cuidadoso de todas las fuentes disponibles muestra que si bien los detalles y los nombres son confusos y enredados, la historia tiene un fundamento y no debe ser descartada inmediatamente.